# Maig
El maig és el cinquè mes de l'any en el calendari gregorià i té 31 dies. El seu nom sembla provenir de la deessa grega Maia, identificada pels romans amb la Bona Dea, que tenia el seu festival en aquest mes. La maragda és la pedra que simbolitza aquest mes, conegut també com el mes de les flors.

## Altres noms
Al Japó és el "més malalt", on s'acumulen les depressions, igual que el gener occidental.

## Esdeveniments del maig
- Se celebra el dia de la mare durant el primer diumenge del mes.
- El dia 1 de maig és el dia internacional dels treballadors
- 1869: es publica a Londres la primera edició de The subjection of women de John Stuart Mill i Harriet Taylor Mill, que demana l'emancipació de les dones i que siguin acceptades en pla d'igualtat plena amb els homes. Hi haurà dues edicions més, de 1500 exemplars cadascuna, el mateix any.[2]